# Ungheni (Iași)
Ungheni (bis 1996 Bosia genannt) ist eine Gemeinde im Kreis Iași in der Region Moldau in Rumänien. Sie besteht aus vier Dörfern: Bosia (das Gemeindezentrum), Coada Stâncii, Mânzătești und Ungheni.
Es gibt eine Brücke über den Pruth, die sogenannte Eifelbrücke („Podul Eiffel“ ⊙) und einen Grenzübergang zur Republik Moldau. Außerdem gibt es eine weitere Grenzstadt Ungheni in der Republik Moldau, auf der anderen Seite des Pruths.

## Nachbarorte
| Coada Stâncii | Bosia                                       | Ungheni |
| Mânzătești    | Kompassrose, die auf Nachbargemeinden zeigt | Ungheni |
| Cristești     | Țuțora                                      | Ungheni |